# ヤマハスタジアム
ヤマハスタジアム（英: Yamaha Stadium）は、静岡県磐田市にあるサッカーやラグビーなどの球技専用スタジアム。施設はヤマハ発動機が所有し、運営管理も同社が行っている。なお、磐田市（磐田市観光協会）やヤマハ発動機、日本プロサッカーリーグ（Jリーグ）などでのスタジアム呼称は「ヤマハスタジアム（磐田）」。
Jリーグに加盟するジュビロ磐田およびジャパンラグビーリーグワンに所属する静岡ブルーレヴズがホームスタジアムとして使用している。

## 歴史
1978年4月、ヤマハ発動機の本社及び磐田工場と同区画内に「ヤマハ発動機東山総合グラウンド」の名称で、ヤマハ発動機サッカー部のホームグラウンドとして完成。
1985年、5,000人収容可能なバックスタンドを設置。
1993年、日本プロサッカーリーグ規格適合のためにバックスタンド（約9,000人収容）を増築し、ナイター設備4基を設置し、「ヤマハ磐田サッカー場」とスタジアム名を変更
1994年、電光掲示板（最上部に1行表示の簡易フリーボード、両サイドに選手表記用のパネル付き）と、屋根つきのメインスタンドを建設（約15,500人収容）し、「ジュビロ磐田スタジアム」へスタジアム名を変更。
1995年、北側スタンド（当時ホーム側　2012年度までを指すものは以下同文）を二層式に変更（19,000人収容）。
1997年、バックスタンドの立見を座席に変更（17,000人収容）。
2002年、南側スタンドにオーロラビジョンを設置（サイズは378型（縦5.67m×横7.68m、44.24m2）、当時はクラブスポンサーだったネスレ日本寄贈により「ネスレビジョン」と命名。選手表記はオーロラビジョンで行い、従来のスコアボードの選手表記パネル箇所は広告スペースとなった）。また、収容人員（Jリーグ届出）は16,893人となった。
2003年7月、ジャパンラグビートップリーグのヤマハ発動機ラグビー部が「ジュビロ」を愛称としたのと同時に、スタジアムの名称を「ヤマハスタジアム」へ変更（なお、2003年はトップリーグ開催時は「ヤマハスタジアム」、Jリーグ開催時は「ジュビロ磐田スタジアム」と使い分けていた）。なお、ラグビーを開催するに当たって北側及び南側両スタンドの裏のサイドの芝生を拡大すると共に、サイドスタンドのフェンス部分には事故防止のためのゴム（濃い緑色）を敷き詰めた。
また、全日本高等学校女子サッカー選手権大会の決勝戦が第11回大会（2002年）、第13回大会（2004年）から第20回大会（2011年）及び第22回大会（2014年）において開催されていた。「スポーツのまちづくり」を掲げる磐田市が同選手権の誘致に成功し、日本サッカー協会と共に主催者となっており、ヤマハ発動機がヤマハスタジアムを供用していた。なお、第20回大会（2011年）までの準々決勝・準決勝、第21回大会（2013年）の準々決勝以降は磐田市が整備した磐田スポーツ交流の里・ゆめりあで行われている。
2012年12月から2013年7月まで改修を行った。南側スタンド後方にあった株式会社ヤマハフットボールクラブの事務所であるヤマハ発動機第2事務所をバックスタンドと南側スタンドの間に設置されていた大型映像装置とともに撤去。バックスタンド南側の立見席を椅子席に変更し、その部分と接続させる形で屋根と椅子型個席を有する新しい南側スタンドが新設された。それに伴いホームとアウェーの位置を入れ替え、南側スタンドをホーム側応援席、北側スタンド2階席をアウェー側応援席へと変更され、ベンチやロッカールーム等も入れ替えが行われた。大型映像装置は磁気反転掲示板が設置されていた北側スタンド2階席に移設された。新設された南側スタンドには中央部分にエントランスが設けられ、スタンド内にはヤマハフットボールクラブ事務所やチケット売り場、売店、それまでスタジアムと道路を隔てて西側にあったジュビロショップ磐田が移転する形で設置され、その内部には展示スペースとしてジュビロミュージアムも設けられた。また、南側スタンド南も整備された。その他にも、メインスタンドの記者席や放送ブースの改修、バックスタンド北側立見席への椅子席設置、北側スタンド1階席の改修等が行われた。
2017年1月から2月にかけて、北側スタンド2階席の大型映像装置交換工事が行われた。新しい映像装置は従来と比較して表示面積が3倍となり、2017年3月より使用されている。

## 施設概要

### メインスタンド
一層式の屋根つきスタンドであり、観客席の他に記者席や放送ブース、VIPルーム、ロッカールーム等が設置されている。

### バックスタンド

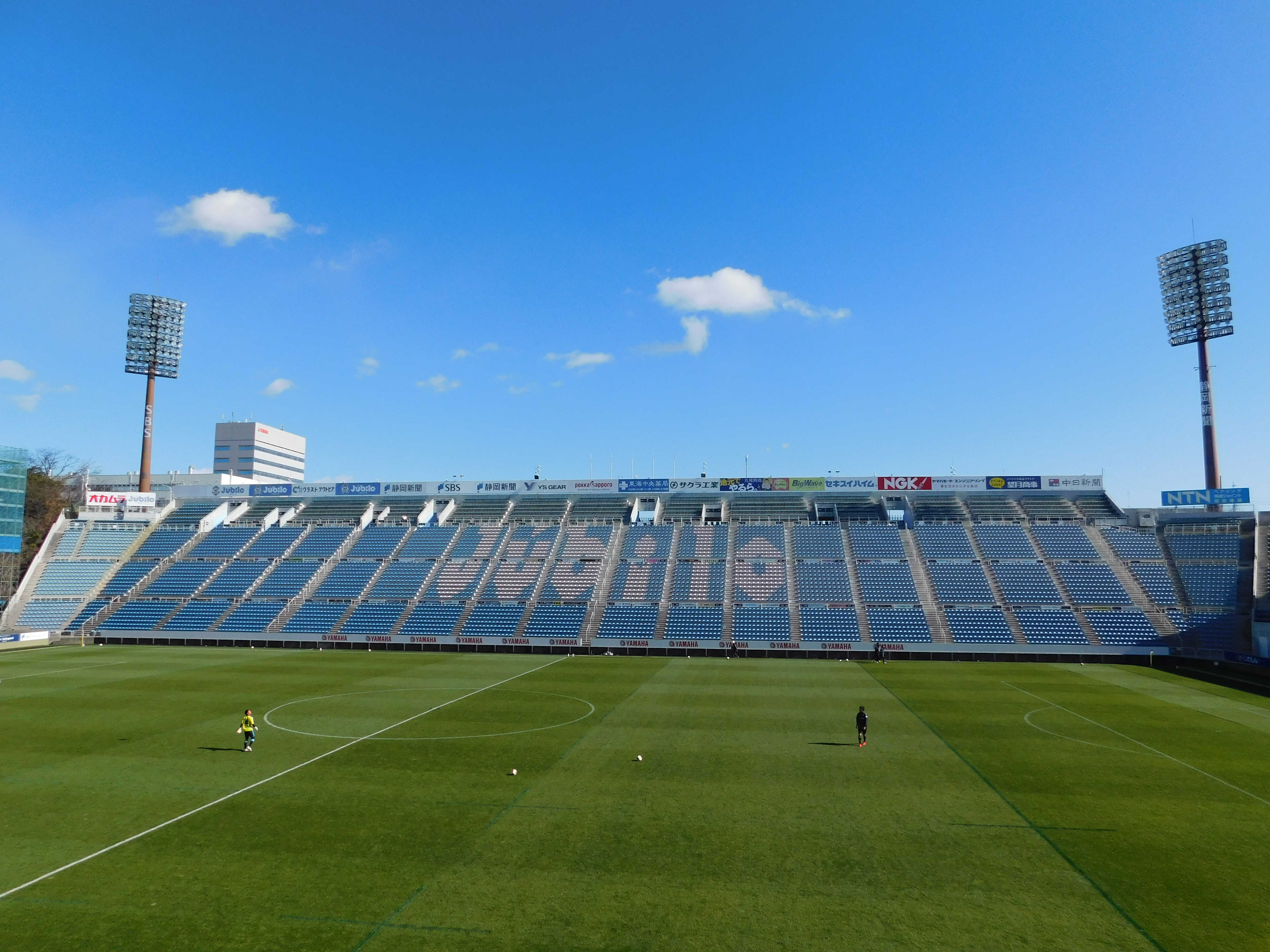
ヤマハスタジアム（2017年1月）

スタジアムの西側を流れる今之浦川の支流が形成した河岸段丘を利用した大規模な構造物がない傾斜のある一層式スタンドである。観客入口はスタンドの最上部に設置されている。
バックスタンドの中央部分にはチームカラーのサックスブルー（水色）地にチームロゴマーク「Jubilo IWATA」の文字が浮かぶように見えていた。近年Jリーグや国際試合が開かれる競技場の多くはそのスタジアムの所在する都道府県や市区町村の名前（磐田なら「IWATA」）の英語文字をスタンドに取り付ける傾向にあるが、チーム名が入ったものはこのスタジアムだけであった。2005年6月にバックスタンドの改装工事が行われ、その際に座席が居住性改善を目的に交換されたため文字は一時消えたが、2012年開幕前のスタンド改修で座席に「Jubilo」の文字が復活している。

### サイドスタンド

#### 南側スタンド
一層式のスタンドで、全席椅子席である。サッカーの試合が開催される際は、ホームサポーター用となる。同じくホームサポーター用となるバックスタンドと接続されており、両スタンドを行き来することができる。現在のスタンドは2012年シーズン終了後から2013年7月までに行われた大規模改修時に新設されたものである。それまでの旧南側スタンド後方には株式会社ヤマハフットボールクラブの事務所が入居していたヤマハ発動機第2事務所があったため、スペースが狭く、現在のスタンドよりも規模の小さいスタンドが設置されていた。

#### 北側スタンド
二層式のスタンドで、1階は椅子席と身障者用観戦エリア、2階は椅子席であり、サッカーの試合が開催される際は1階席がホームサポーター用、2階席がアウェーサポーター用となる。ジュビロ磐田がJリーグへ昇格した1994年時は旧南側スタンドと同じく一層式だったが、1995年の座席増築工事の際、現在の二層式の形に改修された。これはスタンドの後方にヤマハ発動機社員のレクリエーション活動用に使われるヤマハ健康保険組合磐田体育館があり、スペースが狭かったからである。

### 特記
以上の通り、メインスタンドと南側ゴール裏スタンドに屋根が敷設されているが、Jリーグクラブライセンス制度においては、B等級基準の「屋根を全キャパシティーの3分の1以上を覆うこと」（さらに「全体を屋根で覆うこと」をC等級としている）を求めているが、それを充足していないため、2015年度のJリーグライセンス交付に際しては、ジュビロに対しJリーグから改善勧告（書面提出）を求められている。

## スタジアム周辺
所在地である新貝を中心とした磐田市東部はヤマハ発動機の本社、及びそれの付設工場があり、東山総合グラウンド（現ヤマハスタジアム）も同社サッカー部の活動や従業員の福利厚生のため整備されたため、ヤマハスタジアムは北側スタンドに隣接する体育館と共にヤマハ発動機所有地の北西端にある。スタジアムが立地する場所の地名は本来は「西貝塚」になるが、南側スタンドに入居しているヤマハフットボールクラブ株式会社の本社住所が「磐田市新貝2500」であるため、ヤマハスタジアムも公式の所在地をそれに合わせている。
ヤマハスタジアムの約500m南西側には「磐田市安久路公園」があり、そこにも多目的広場(球技場)が設えてある。この安久路多目的広場でもジュビロのユースチーム以下の育成チームが練習や試合に使用する。
現在の最寄り駅は、2020年3月に開業したJR東海の御厨駅である。御厨駅開業までは、磐田駅が最寄り駅だった。御厨駅の新設決定にはヤマハ発動機など周辺企業への通勤客に加え、ヤマハスタジアムでの観戦者の需要も見込めることが判断材料の一つとなっており、ジュビロ磐田の高比良慶朗社長も「公共交通機関の利用が高まり移動時間の軽減や周辺の渋滞緩和が見込める」と歓迎のコメントを発表した。

## トピックス
- ヤマハスタジアムはJ1リーグ参加条件である「収容人数15,000人以上」は満たしているが、他クラブのスタジアムと比較しても観客席数が少ないため、ジュビロは多くの観客来場が見込まれるJリーグのホームゲームを、東隣の袋井市愛野にあるエコパスタジアムで開催している。
- 1990年代、ジュビロ磐田は大規模増築が難しい本拠地の抜本的改善案として、磐田市と同じ静岡県西部（遠江地域）の浜北市（現在の浜松市浜名区）に新造される3-5万人規模のスタジアムへ移転し、浜松市なども含めた広域ホームタウン化を行う構想を持っていたが、不況による資金難などで難航していた時に静岡県によるエコパの整備が決まり、その代替となった（新スタジアム計画の詳細は「ジュビロ磐田」参照）。
- ジュビロ磐田は1997年・1999年・2002年と3度Jリーグ年間チャンピオンになっているが、最初の2度はJリーグチャンピオンシップの第2戦をアウェーで戦っており[11]、ジュビロ磐田スタジアム（当時）で優勝を決めたのは第1・第2ステージの両方を制して完全制覇を決めた2002年のみである。これは同年11月23日、東京V戦で決定した[12]。
- 1994年のJリーグのサントリーステージでサンフレッチェ広島が6月11日にヤマハスタジアムでステージ優勝を決めたが、表彰式でサンフレッチェ広島チームスタッフがクリスタル製のチェアマン杯を割る事態も起きている。

## アクセス
- 徒歩
  - JR東海道本線御厨駅から徒歩約20分。
- バス
  - JR磐田駅北口から遠鉄バス（2番ポール）「25城之崎・ヤマハ経由磐田営業所」行で「ヤマハ発動機」下車、徒歩5分[5][13][14]。
  - JR磐田駅北口から遠鉄バス（1番ポール）「80見付・磐田営業所」行で「見付」または「富士見町」下車、徒歩約15分[13]。

以前はシャトルバスが御厨駅、磐田駅、浜松駅より運行していたが、現在は運行終了している。
- 自動車
  - 東名高速道路磐田インターチェンジより10分[14]
  - JR磐田駅から約10分[14]。

## フォトギャラリー
2013年以降（サイドスタンドの配置変更後）の撮影。

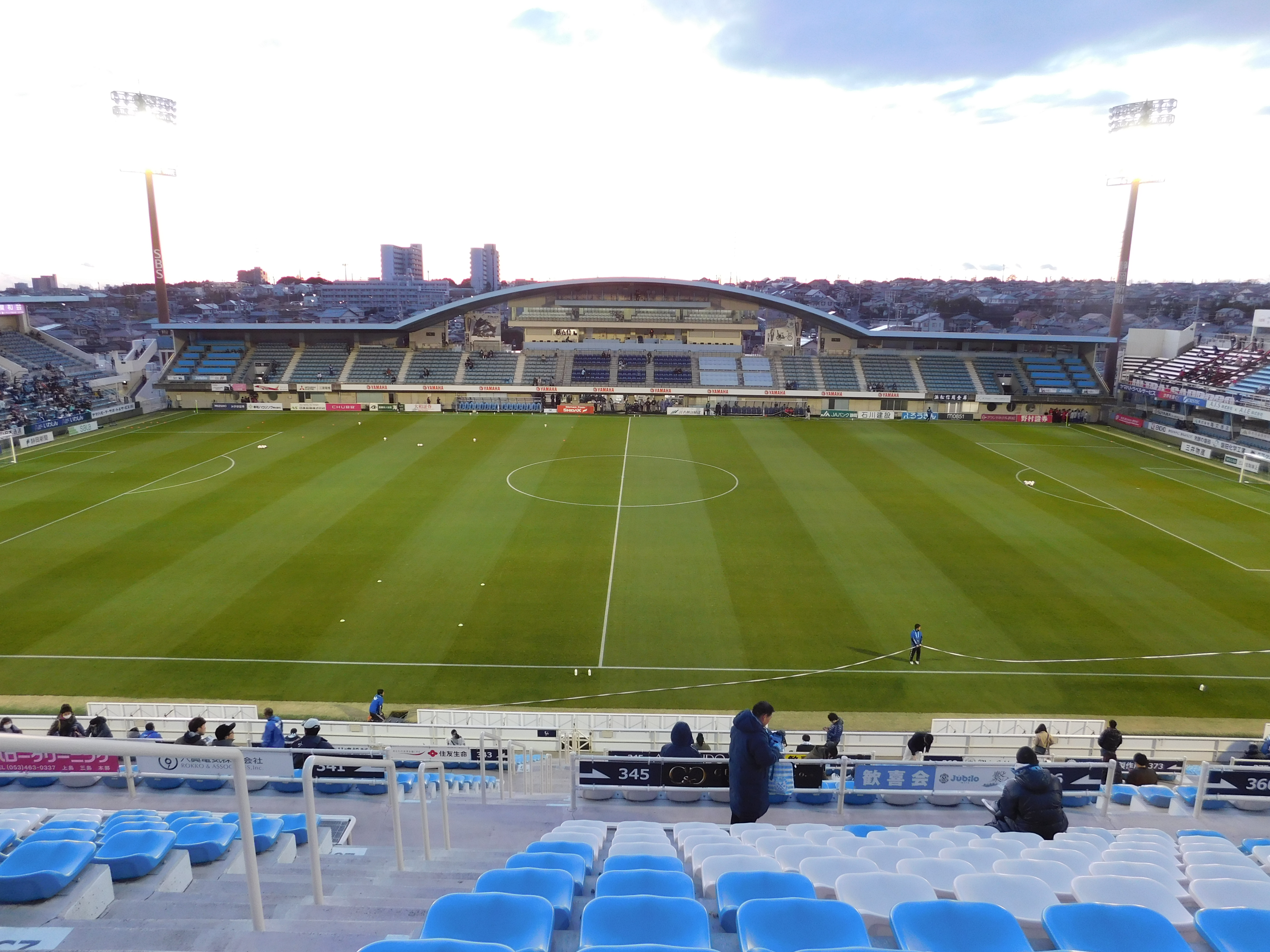
バックスタンド中央からメインスタンドを望む
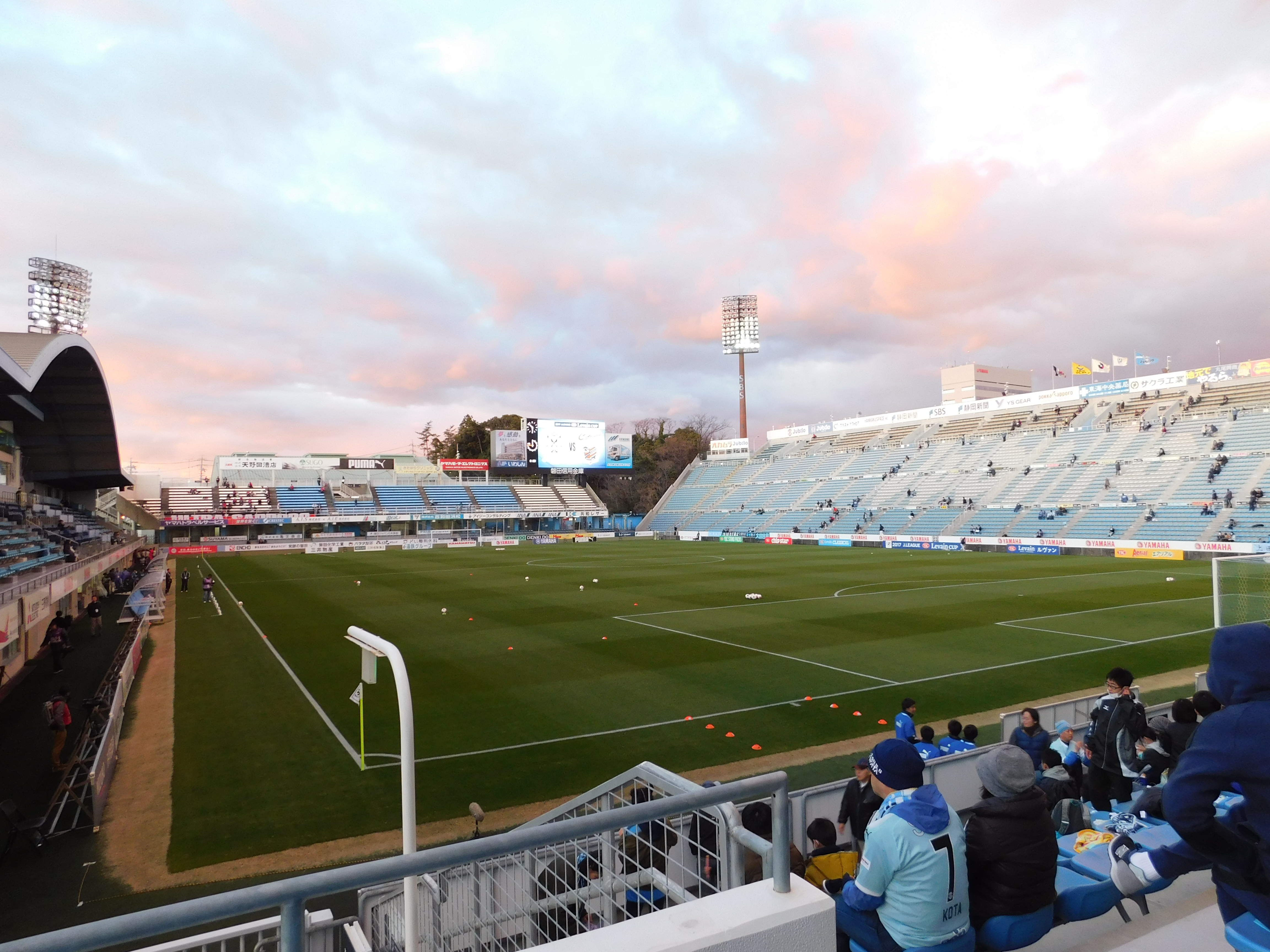
南側スタンドからバックスタンドを望む
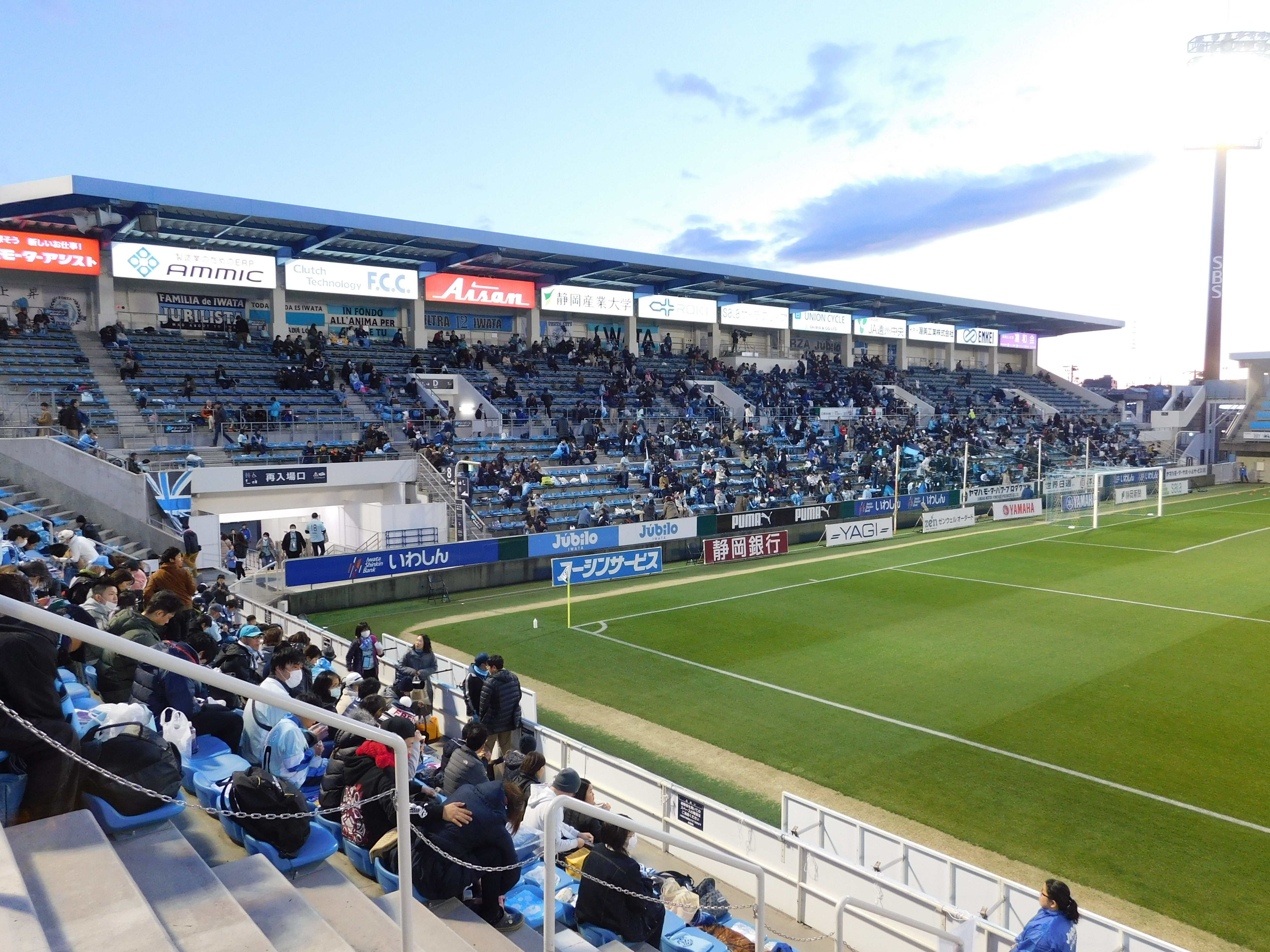
2013年に改装された南側スタンド
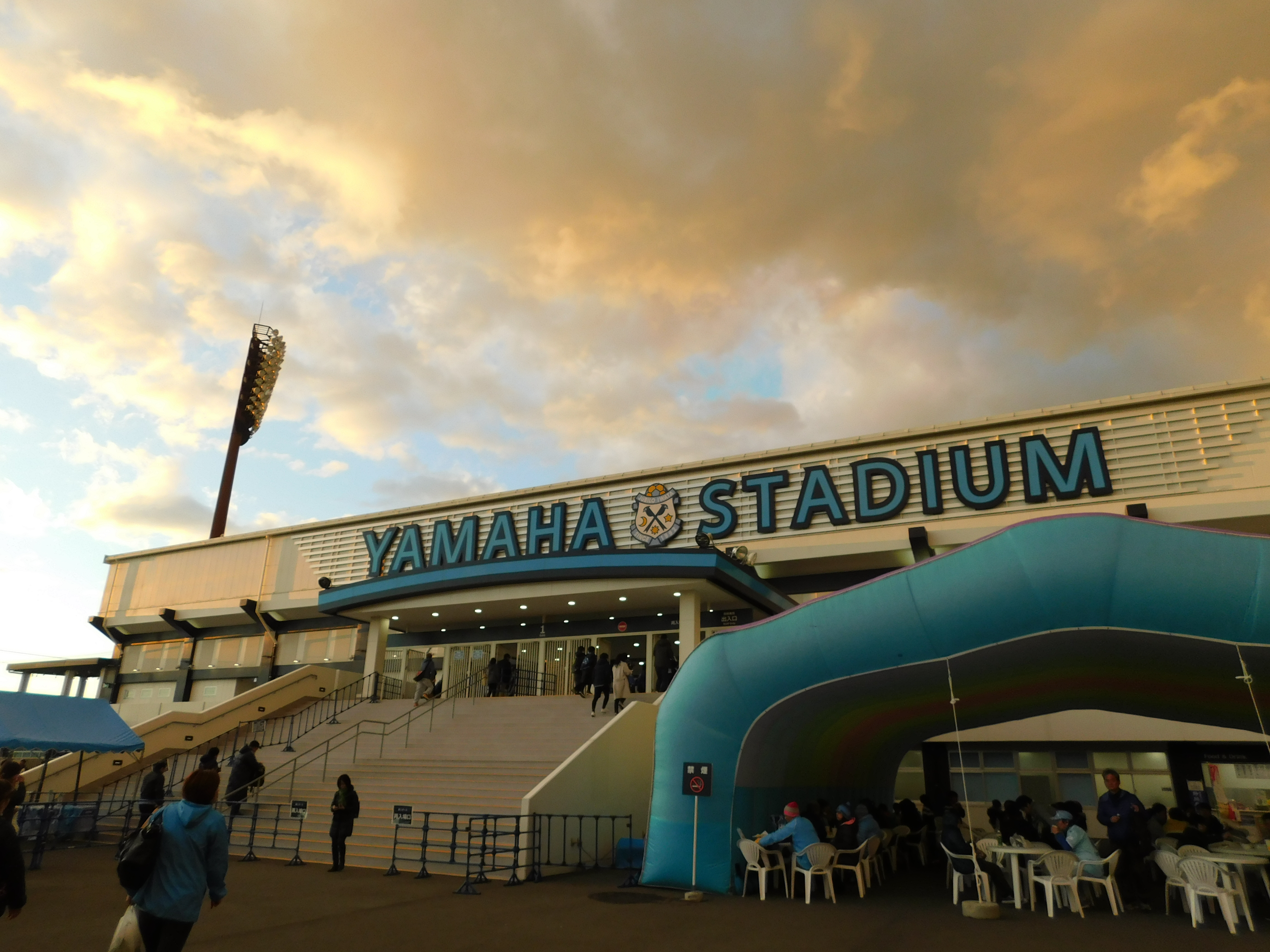
2013年に改装された南側スタンド外側（旧ヤマハフットボールクラブ事務所）
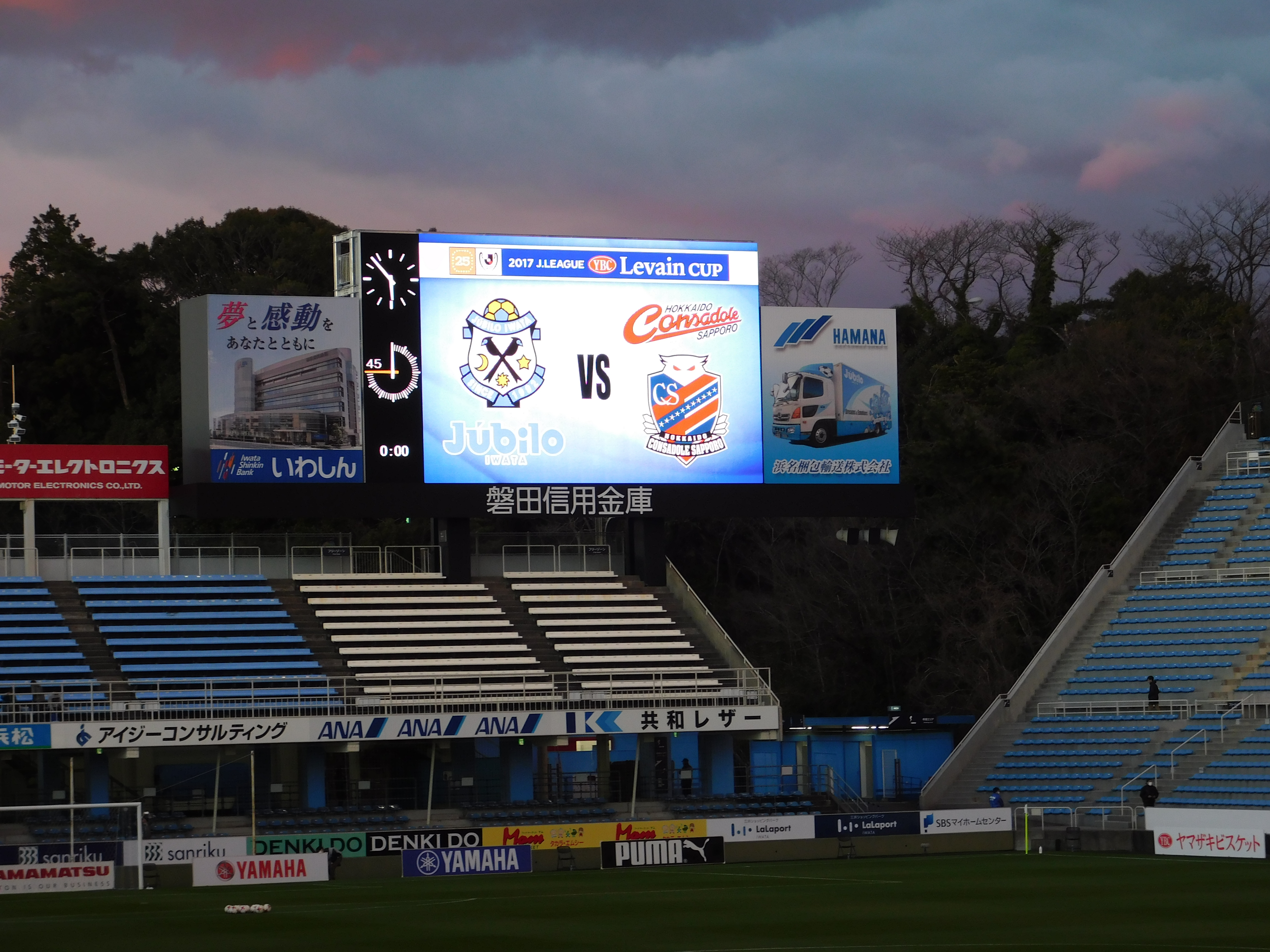
2017年に更新された大型映像装置

2012年以前（サイドスタンドの配置変更前）の撮影。

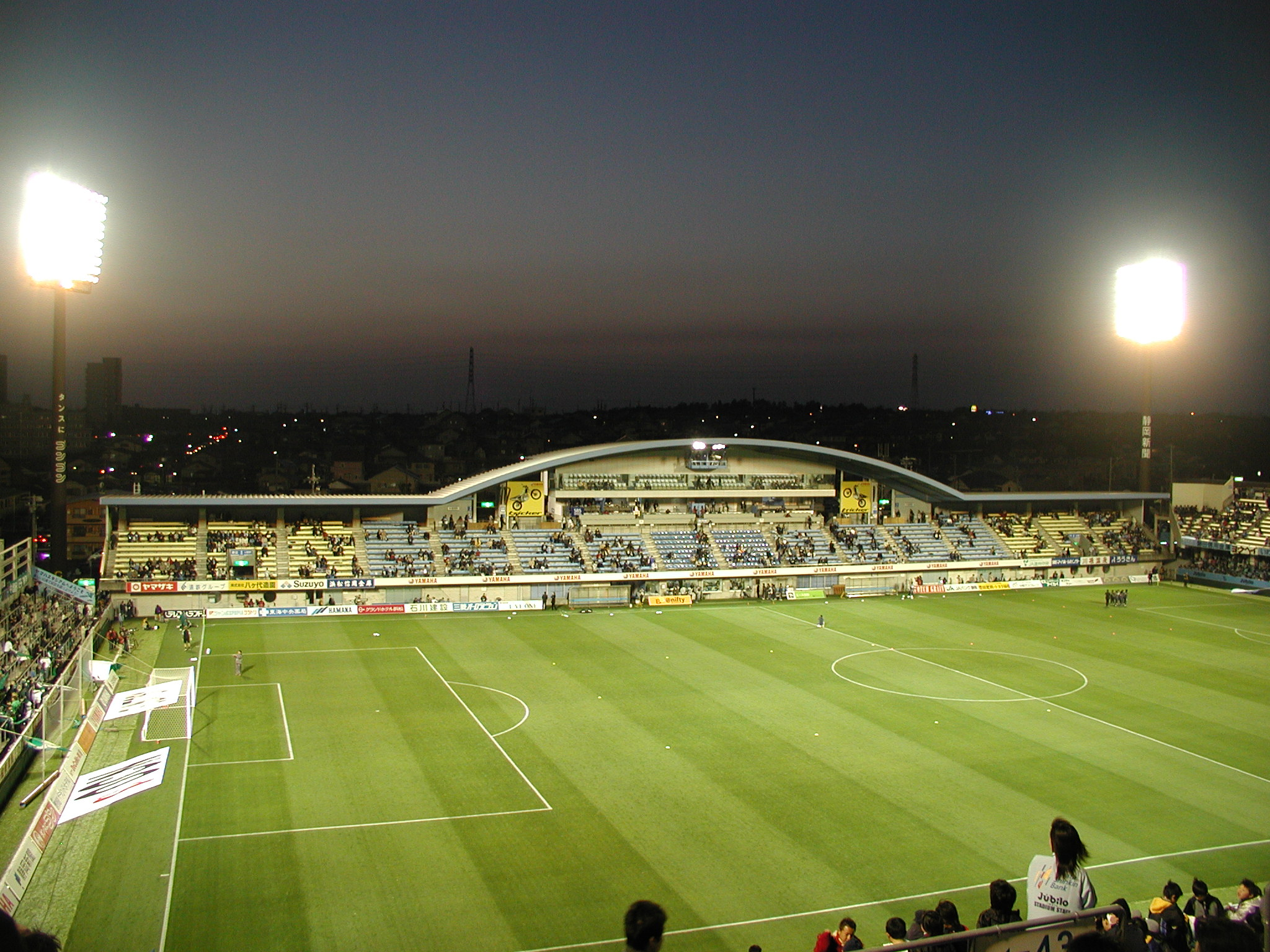
バックスタンド南側からメインスタンドを望む
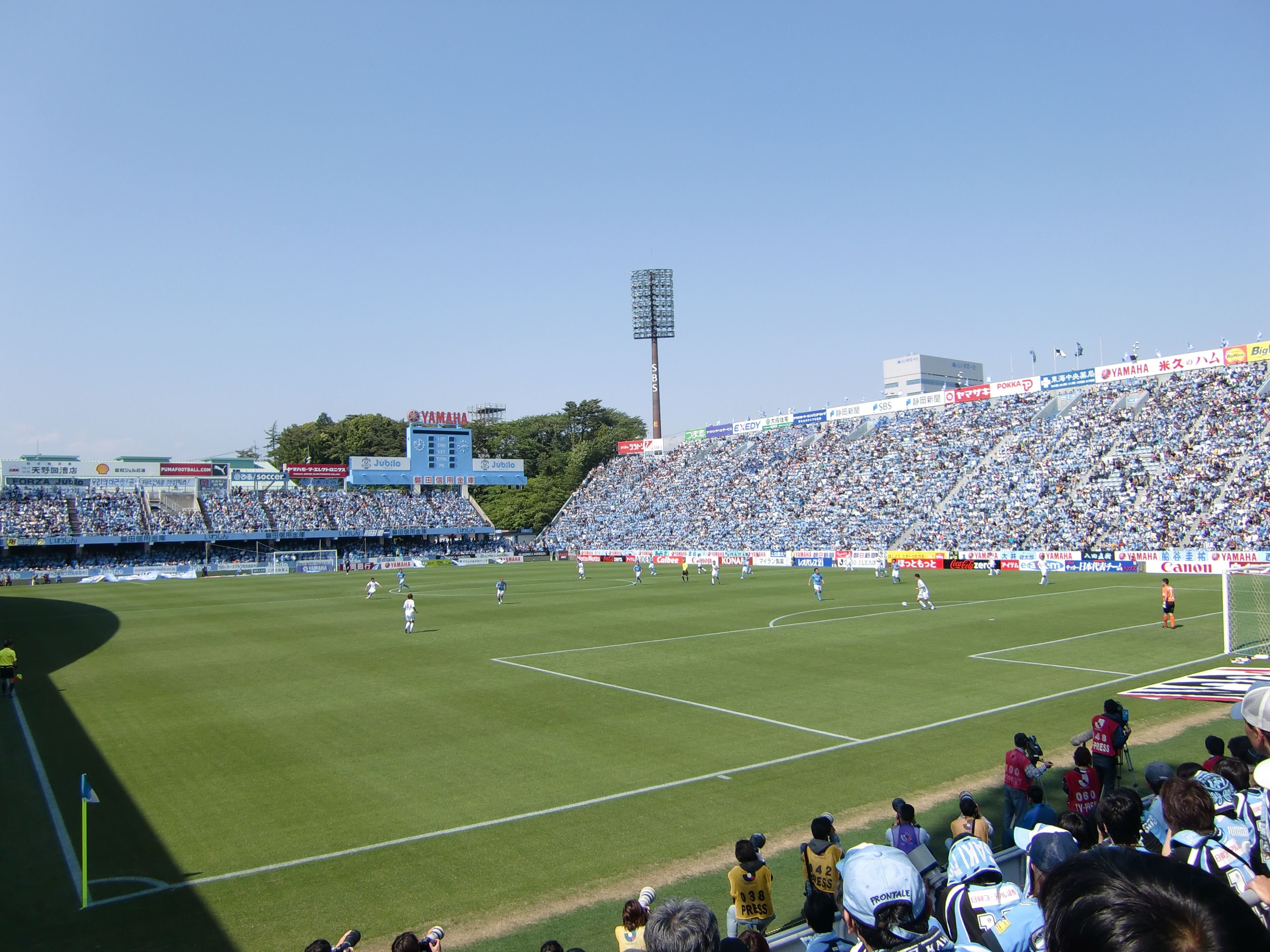
南側スタンドからバックスタンドを望む
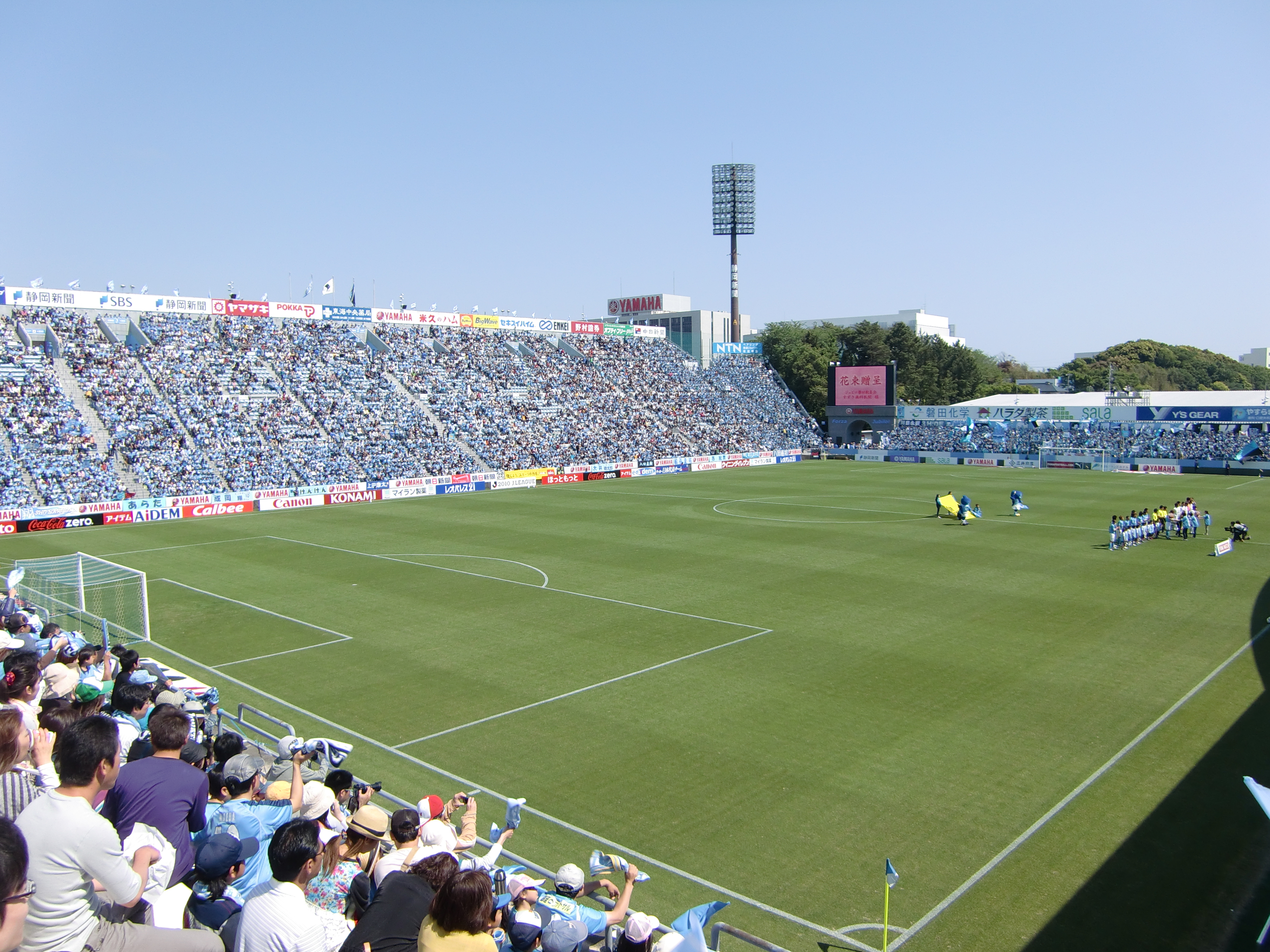
メインスタンド北側からバックタンドを望む
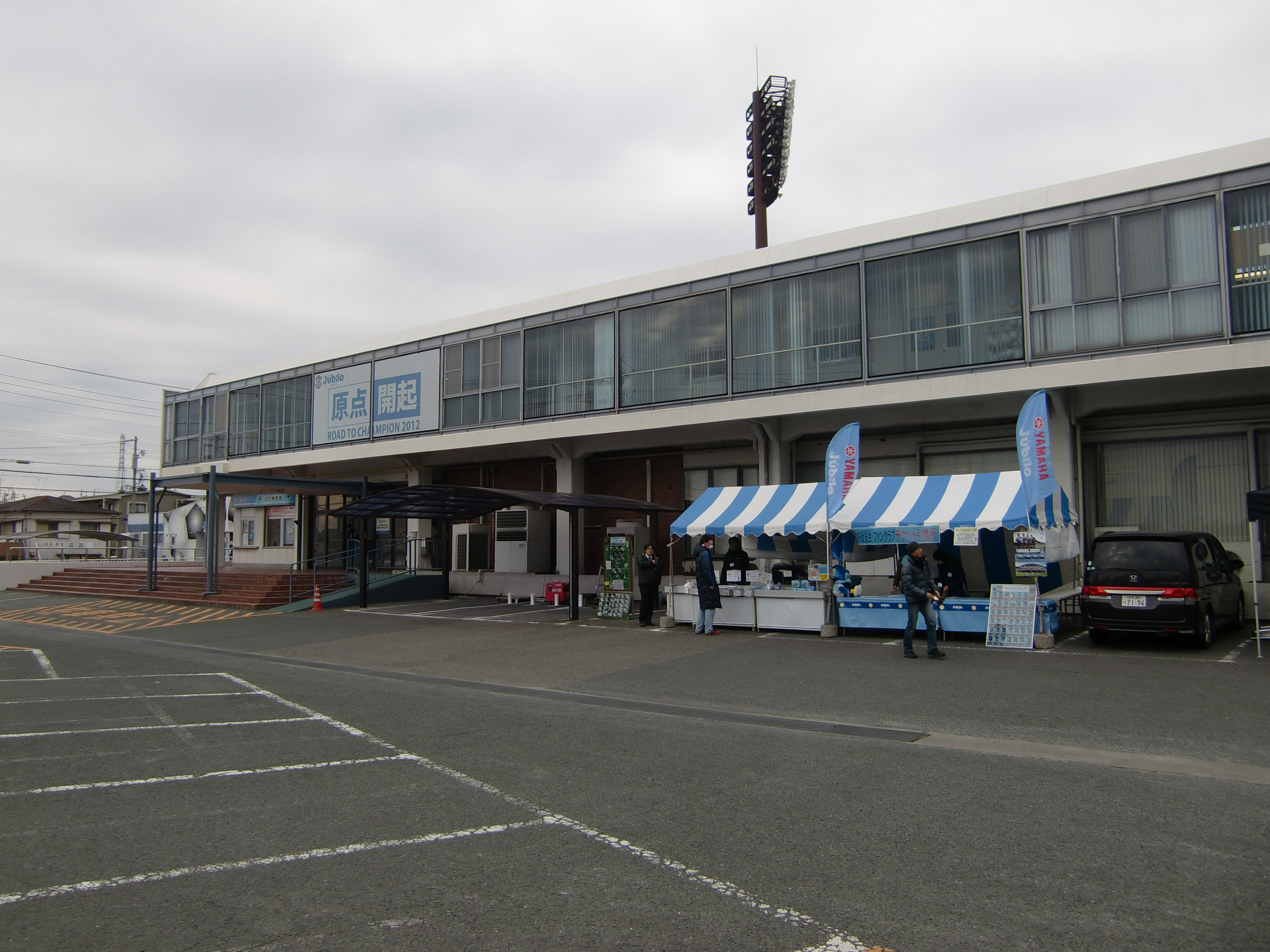
南側スタンドにあるヤマハフットボールクラブ事務所
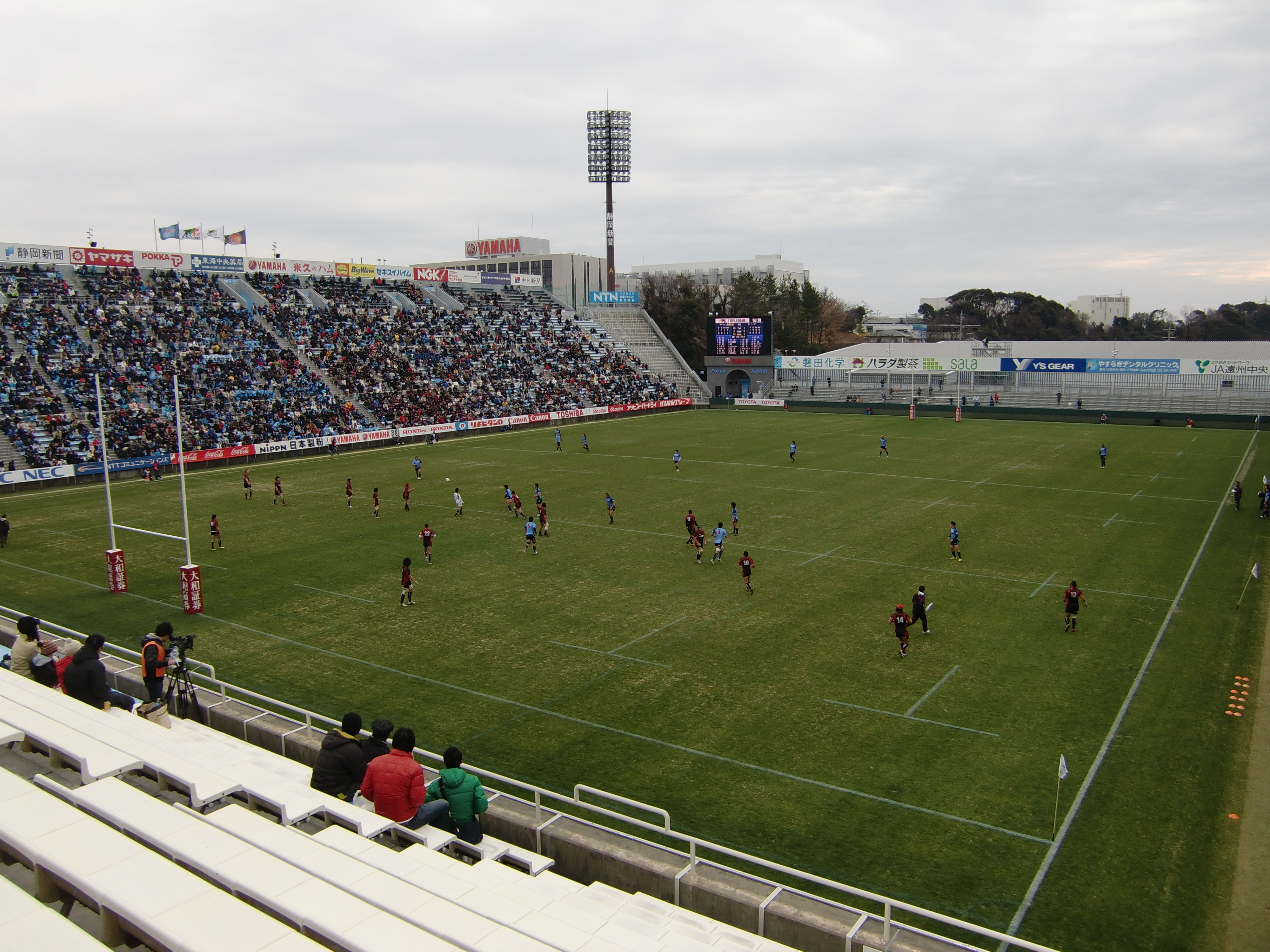
ラグビー開催時の風景